# Argiolestes ochrostomus
Argiolestes ochrostomus är en trollsländeart som beskrevs av Maurits Anne Lieftinck 1949. Argiolestes ochrostomus ingår i släktet Argiolestes och familjen Megapodagrionidae. Inga underarter finns listade i Catalogue of Life.